# Polônia nos Jogos Olímpicos de Inverno de 1998
A  Polônia competiu nos Jogos Olímpicos de Inverno de 1998, em Nagano, no Japão.